# HD 120565
HD 120565，又名BD+83 397，SAO 2266、HR 5203，是一颗恒星，视星等为5.98，位于銀經121.01，銀緯34.18，其B1900.0坐标为赤經13h 45m 10.2s，赤緯+83° 34.18′ 15″。